# Dryopteris subpycnopteroides
Dryopteris subpycnopteroides är en träjonväxtart som beskrevs av Ren-Chang Ching och Fraser-jenk. Dryopteris subpycnopteroides ingår i släktet Dryopteris och familjen Dryopteridaceae. Inga underarter finns listade.